# Інститут льону НАН Білорусі
РУП «Інститут льону» — провідна науково-дослідна установа Республіки Білорусь

## Розташування
Розташований у селі Устя Оршанського району Вітебської області (за 15 км від Орші, на березі Дніпра).

## Історія
Створено в січні 2000 року.
У жовтні 2003 року перейменовано на Республіканське унітарне підприємство (РУП) «Інститут льону НАН Білорусі»

## Опис
Дослідження льону проводяться у 18 науково-дослідних установах Республіки Білорусь. РУП «Інститут льону» концентрує, узагальнює та координує науково-дослідні роботи інших науково-дослідних установ Національної академії наук Білорусі з цієї тематики (як співвиконавців програм і проєктів).
Інститут льону — один з виконавців державної програми «Генофонд».

## Відділи і лабораторії
- Відділ селекції та насінництва
- Відділ агротехніки льону
- Лабораторія якості льонопродукції
- Виробничий відділ
- Аспірантура

## Адміністрація
Директор — Голуб Іван Антонович
Заступник директора з наукової роботи — Богдан Віктор Зигмундович
Заступник директора з виробництва — Межуєв Сергій Олександрович
Вчений секретар — Степанова Наталія Володимирівна

## Досягнення
- Патент 147 на сорт льону «Ярок»[4][5]
- Патент 190 на сорт льону «Левіт-1»[6]
- Патент 146 на сорт льону «Іва»[7]
- Патент 75 на сорт льону «Блакит»[8]